# Opel Tigra
Opel Tigra je mali sportski automobil marke Opel dosad proizveden u dvije generacije. Prva generacija Tigre bila je dostupna u kupe izvedbi i proizvodila se od 1994. do 2000. godine. Druga generacija automobila je roadster s metalnim sklopivim krovom, a proizvodi se od 2004. godine. Automobil se još prodaje i pod značkama Vauxhalla (Velika Britanija) i Holdena (Australija), a prva se generacija u Brazilu i Meksiku prodavala i pod značkom Chevroleta.

## Prva generacija
Prva generacija Tigre zasnivala se na konceptnom automobilu istog imena, a bila je građena na platformi druge generacije Opel Corse, iako s njom nije dijelila dijelove karoserije te je imala drugačiji raspored sjedala (dva naprijed i dva straga). Serijski model predstavljen je na Frankfurtskom autosalonu 1993.,  a proizvodnja je počela početkom 1994. godine.
Tigra prve generacije bila je dostupna s dva benzinska Ecotec motora obujma 1.4 i 1.6 litara. Manji motor razvijao je 90 konjskih snaga, a veći i sportskiji sa 106 konjskih snaga bio je preuzet iz Corse GSi. Oba su bili motori s dva bregasta vratila u glavi (DOHC) i 16 ventila te elektronskim ubrizgavanjem goriva. Manji motor bio je dostupan i s četverostupanjskim automatskim mjenjačem.
Iako je Tigra imala ovjes podešen od strane Lotusa, automobil je bio pretežak te je težio 150 kilograma više od istovjetnih modela Corse. Ubrzanje modela pokretanog 1.6-litrenim motorom iznosilo je 10.5 sekundi, što je bilo čak sekundu sporije od Corse GSi. Slabije ubrzanje nadoknađeno je većom maksimalnom brzinom, koja je iznosila 203 km/h. Veća brzina postignuta je zahvaljujući dužim stupnjevima prijenosa, niskom koeficijentu otpora od 0.31 te kotačima veličine 15" u serijskoj opremi kod snažnijih modela.
Automobil se kratko vrijeme izvozio i u Brazil i Meksiko, gdje se prodavao pod nazivom Chevrolet Tigra, a u Velikoj Britaniji se zvao Vauxhall Tigra.

## Druga generacija
Nakon četiri godine odsutnosti Tigre s tržišta, Opel je 2004. odlučio oživjeti ovaj naziv predstavivši novi sportski automobil zasnovan na trećoj generaciji Corse. Nazvan Tigra Twin Top, predstavljen je kupe-kabriolet s dva sjedala i dvodjelnim sklopivim metalnim krovom u stilu Peugeota 206 CC. Tigru Twin Top proizvodi francuski proizvođač karoserija Heuliez.
Kao i prethodna generacija, Tigra Twin Top je dostupna s dva benzinska motora. Osnovni model koristi 1.4-litreni Twinport motor s 90 konjskih snaga, drugačiji od motora istog obujma i snage u prethodnoj generaciji, dok model s vrha ponude pokreće 1.8-litreni Ecotec motor sa 125 konjskih snaga preuzet iz Corse GSi. 2005. godine predstavljena je i dizelska inačica pokretana 1.3-litrenim Fiatovim Multijet motorom. 
Druga generacija prodaje se i u Australiji pod nazivom Holden Tigra i isključivo pokretana 1.8-litrenim motorom.

## Vanjske poveznice
- Službena stranica  Arhivirana inačica izvorne stranice od 17. ožujka 2008. (Wayback Machine) (hrv.)

### Ostali projekti
|  | Zajednički poslužitelj ima još gradiva o temi Opel Tigra |